# Oziotelphusa dakuna
Oziotelphusa dakuna is een krabbensoort uit de familie van de Gecarcinucidae. De wetenschappelijke naam van de soort is voor het eerst geldig gepubliceerd in 2005 door Bahir & Yeo.